# Villanueva (Cortés)
Villanueva est une municipalité du Honduras, située dans le département de Cortés. Elle est fondée le 28 août 1871.